# Hania Rani
Pour les articles homonymes, voir Rani.
Hania Rani, née Hanna Raniszewska le 5 septembre 1990 à Gdańsk, est une pianiste, compositrice et chanteuse polonaise.

## Biographie

### Formation
Hania Rani étudie la musique à l'école de musique Feliks-Nowowiejski de Gdańsk et à l'Université de musique Frédéric-Chopin,,.

### Carrière
Hania Rani lance en collaboration avec la violoncelliste Dobrawa Czocher (pl) le « Projet Ciechowski classiquement » (Ciechowski klasycznie) et enregistre en 2015 un album intitulé Biała Flaga, avec des arrangements classiques des chansons de Czocher. 
En 2017, elle fonde le duo Tęskno avec Joanna Longić. En novembre 2018, l'album Mi paraît. La même année, elle reçoit le Prix artistique Grzegorz-Ciechowski de la ville de Toruń. L'album est également sélectionné par le jury du Prix Fryderyk en 2019, dans la catégorie « Début phonographique de l'année ». 
En 2019, elle remporte le concours de popularité organisé par le quotidien Gazeta Wyborcza, dans la catégorie « Nouveaux visages de la musique polonaise ».
En avril 2019, elle fait ses débuts en solo avec son album intitulé Esja,. Elle est récompensée par un florilège de Prix Fryderyk dans les catégories « Album alternatif de l'année », « Nouvelle interprétation » (avec Mela Koteluk pour la chanson Odledz dans une version pour piano), « Début phonographique de l'année » et « Composition de l'année » (ex aequo avec le duo de compositeurs Dawid Podsiadło et Olek Świerkot). L'album s'est classé 65e du hit-parade hebdomadaire britannique en avril 2020 et a été certifié disque d'or en Pologne par la ZPAV le 26 mai 2021
En 2020, l'album Home devient l'« Album de l'année » dans le concours de popularité organisé par Gazeta Wyborcza. La même année, elle compose la bande sonore du film polonais intitulé Jak najdalej stąd, ce qui lui vaut l'obtention d'un prix individuel au 45e Festival de cinéma polonais de Gdynia. 
En 2024, elle est invitée par le réalisateur Joachim Trier à composer la musique de son film Valeur sentimentale, en compétition pour le Festival de Cannes 2025,. 
Elle réside actuellement à Berlin.

## Influences
Son style est expérimental et puise dans la musique traditionnelle polonaise de même que dans la musique islandaise, selon ses propres dires. Ainsi, des compositeurs comme Yann Tiersen, Agnes Obel, Nils Frahm ou Ólafur Arnalds, entre autres, sont quelques-uns des contemporains qui l'inspirent,. Elle se dit également influencée par le jazz, qu'elle découvre durant les études secondaires dans sa ville natale de Gdańsk, par la musique classique, qu'elle a étudiée à Varsovie, et la musique électronique, qu'elle redécouvre en s'installant à Berlin,. Son clip vidéo "Malasana" semble s'inspirer en partie de l'oeuvre cinématographique de Béla Tarr.

## Discographie
Hania Rani enregistre sur Gondwana Records. Elle collabore également avec son amie violoncelliste Dobrawa Czocher (pl), avec qui elle enregistre Inner Symphonies pour Deutsche Grammophon.

### En solo
- Esja (2019, Gondwana Records)
- Home (2020, Gondwana Records)
- Music for Film and Theatre (2021, Gondwana Records)
- Live from Studio S2 Warsaw (2022, Gondwana Records, EP 4 titres)
- On Giacometti (2023)
- Ghosts (2023)
- Nostalgia (2024)

En collaboration avec Dobrawa Czocher
- Biała Flaga (2015, My Music)
- Inner symphonies – Dobrawa Czocher (pl), violoncelle ; Hania Rani, piano, synthétiser, celesta, voix ; Mateusz Wasiucionek, alto ; Karolina Gutowska et Kornelia Grądzka, violon (mai 2020, DG) (OCLC 1286858337)

### Bandes originales
- 2025 : Valeur sentimentale de Joachim Trier